# 佐々木宏子
佐々木 宏子（ささき ひろこ、1944年（昭和19年）8月26日 - 2024年（令和6年）2月1日）は、日本の画家、現代美術家。40年以上にわたり青色のみを用いた「青のあいだシリーズ」などの抽象絵画で『無から有』の表現を探究し続けていた。

## 来歴
- 1944年、東京・世田谷生まれ。本籍は青森県五所川原市、祖父は美術品収集家で貴族院議員、陸奥鉄道社長、青森銀行初代頭取の佐々木嘉太郎。建築家・前川國男は父の従兄弟。
- 1951年、マティス展やピカソ展を見て画家になる決心する。
- 1957年、女子美術大学の付属中学に入学｡柳宗理に師事、その精神性に影響を受ける。安宅賞受賞。共通絵画研究室助手として残り、教授を定年退職するまで後進の指導と制作発表活動を続ける｡
- 1965年、ルーチョ・フォンタナの作品『空間概念』に触発され『青のあいだ』の探究に向かう。
- 1969年、ヨーロッパ美術研修旅行、アルタミラ洞窟、マーグ美術館、バウハウス展、マティスのヴァンスの教会を巡る。
- 1972年、『青・玄』で『青のあいだ』の完成をみる。この記念碑的作品に対し脇田和が「貴方の絵は完成しています、完璧な形を見つけることができた貴方は幸運です。」「油彩の境を脱した。」とその本質を最初に評価した。
- 1974年、代表作『ゆれうごく青』にて敬愛する俵屋宗達の「風神雷神』を再構成する。
- 1975年、ピエール・ブーレーズの来日演奏会を聞く。この頃、ヤニス・クセナキス、オリヴィエ・メシアン等の来日演奏会も聴く。後にピエール・ブーレーズとミーティングを行った際、『意志と偶然』と『青のあいだ-Unconscious Nature and Conscious Object-』が同じ構造であることを確認し合う。
- 1976年、日本初のガラスオブジェ展（2人展）(西武アトリエヌーボー)。岩田藤七が会場に駆けつける。
- 1977年、初個展『青のあいだ』(ミキモトホール)。論文『青の精神 無から有』を個展カタログに発表。永井一正が「象徴的な抽象」、南画廊の志水楠男が「大成功」と評した。以降、個展を主軸に発表。
- 1984年、画壇のなかで見習っている大沢昌助と同時に公募団体展を退会する。その直後の個展で東京画廊の山本孝が「琳派の宗達のようにパイオニアを感じます。」と評する。
- 1994年-2007年、世田谷美術展招待出品。
- 2000年、アトリエ＋屋上菜園の基本設計を行う。
- 2002年、個展『青のあいだ1967-2002』(国際芸術センター青森)
- 2003年-2007年、先端的美術教育の為、女子美術大学に現代造形専修を立ち上げ、実践する。
- 2005年、個展『青のあいだ』（世田谷美術館）
- 2010年、一般財団法人佐々木宏子財団を設立。巡回個展『佐々木宏子 青のあいだ-Unconscious Nature and Conscious Object-』(兵庫県立美術館、青森県立美術館、世田谷美術館)
- 2024年2月1日、東京都の自宅で虚血性心疾患のため死去[1]。79歳没。

## 先端的美術教育の実践
2003年、女子美術大学で当時教授だった佐々木宏子は別科に於いて、女子美の先端的美術教育の活性化と美術界の現代美術への閉塞感に対し、美大から発信していくことを念頭に構想し、脇田愛二郎、戸村浩、吉江麗子、宮島達男らと共に現代造形専修を立ち上げた。これは活躍中の女子美卒の若手現代美術家が教育現場での経験を積むことで現代美術の指導者を育成する為でもあった。2007年までの4年間、デザインとアート、日本画と洋画、平面と立体の枠を外し、大型プリンタ出力によるデジタル表現と活版印刷のアナログ表現などの素材とメディアの多様な表現を用いた作品制作を指導した。

## 主な著作
- 1999年 作品集『SASAKI HIROKO』美術出版社 ISBN 9784568201963
- 2007年 DVD『SASAKI HIROKO 青のあいだ-Unconscious Nature and Conscious Object-』青森テレビ
- 2010年 単行本『現代美術と禅 Contemporary Art and Zen』美術出版社 ISBN 4568103290

## パブリックコレクション

### 作品
- パリ国立図書館 CABINETS DES ESTAMPES
- 青森公立大学
- 青森銀行
- 脇田美術館
- 青森市
- 青森テレビ
- 東奥日報
- 北里研究所
- 女子美アートミュージアム

作品集『SASAKI HIROKO』、DVD『佐々木宏子 青のあいだ-Unconscious Nature and Conscious Object-』
- PAC Milano
- Kunsthaus Zurich
- Galleria Nazionale D’Arte Moderna e Contemporanea di Roma Biblioteca
- National galerie Statiuche Museen Berlin